# Calle General Castillo (Bilbao)
La  calle General Castillo (en euskera Castillo Jeneralaren kalea) es una calle ubicada en el barrio de San Francisco, en el municipio de Bilbao, territorio histórico de Vizcaya.

## Ubicación
La calle General Castillo empieza en la calle Hernani y termina en la calle Bailén, por decisión del pleno municipal del 29 de mayo de 1884. La  calle pertenece al distrito de Ibaiondo (distrito 5 de Bilbao).

## Historia

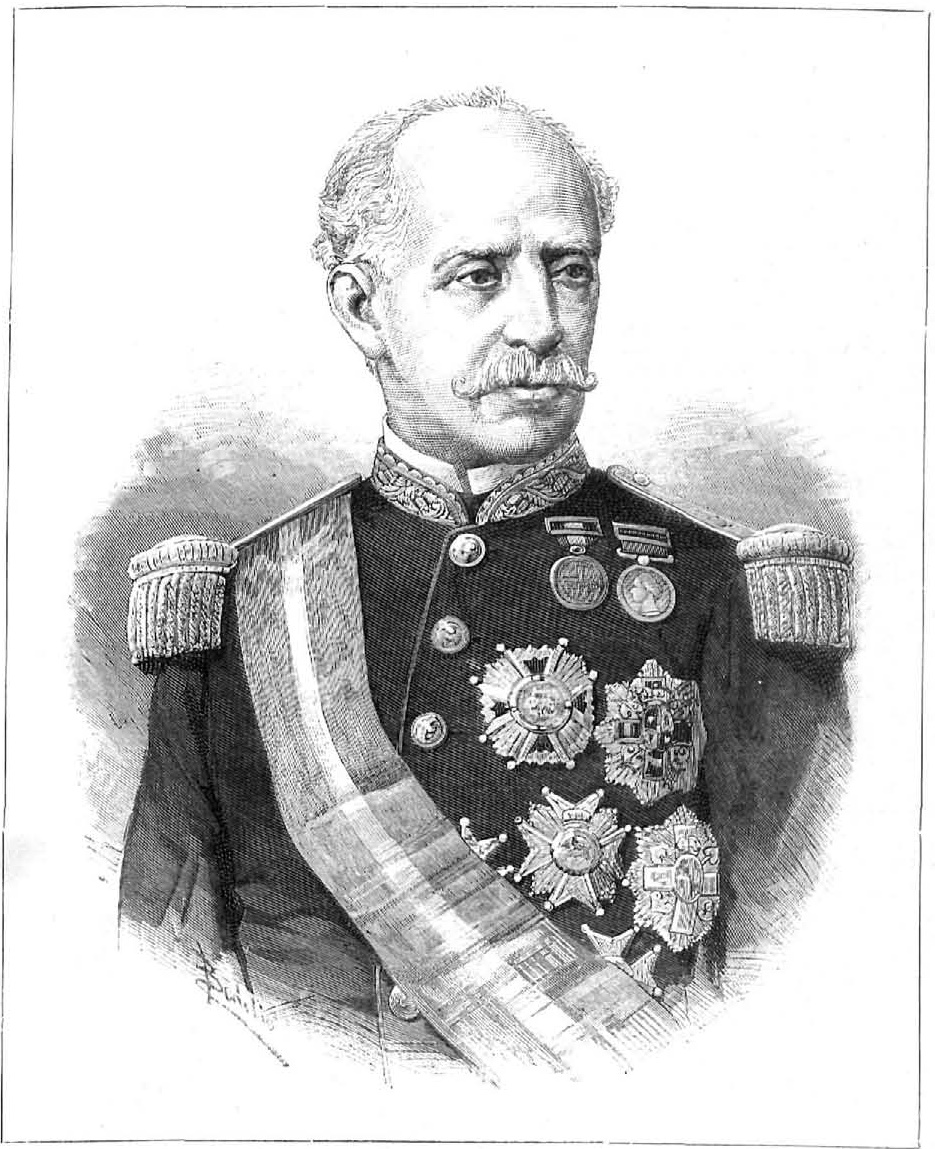
Ignacio María del Castillo

El nombre de la calle es un homenaje a Ignacio María del Castillo y Gil de la Torre (Jalapa, 1817-Madrid, 1893). En octubre de 1873, durante la última guerra carlista, fue nombrado comandante general de Vizcaya y gobernador militar de Bilbao, organizando la defensa de la villa durante el sitio de Bilbao de 1874. En recompensa a su tarea fue ascendido a teniente general en 1874 y el 4 de abril de 1887 recibió el título de conde de Bilbao. Desde 1876 y hasta 1886 compatibilizó su carrera militar con la representación de la provincia de Vizcaya en el Senado español, donde se centró en las comisiones relativas al ejército y en la defensa de los fueros vascos en 1876. Argumentó que al haber los liberales vascos combatido a los carlistas, no debían pagar por la sublevación. Por su defensa de los fueros, las Juntas Generales de Vizcaya y las de Guipúzcoa le concedieron el título de Padre de provincia. El año 1895, y por petición del ayuntamiento bilbaíno, sus restos fueron trasladados a Bilbao, siendo enterrado en el cementerio de Mallona, junto con los caídos en la defensa de Bilbao durante el sitio.

### Anterior nombre de la calle
La calle tuvo anteriormente el nombre de calle Merced desde el 23 de mayo de 1879 hasta que se decidió el cambio a su actual nombre en 1884. Era denominada así por la cercanía del convento de Nuestra Señora de la Merced, que estuvo situado en el muelle de su mismo nombre. Ya entonces existía otra calle Merced en el casco viejo de Bilbao, que se comunica con el vecino barrio de San Francisco por el puente de La Merced.

## Apertura de la calle
La calle General Castillo une las calles Hernani y Bailén y su ejecución estuvo ligada a la apertura de la calle Dos de Mayo, que no estaba prevista en los planes de ensanche de Bilbao.  El ayuntamiento tuvo que negociar con los propietarios la adquisiciones y permutas de los terrenos, entre los que se encontraba la congregación de las Siervas de Jesús de la Caridad. La adjudicación de las obras de apertura de la calle se hizo definitiva el 26 de noviembre de 1885, y el 17 de julio de 1886, aunque con retraso por las fuertes lluvias habidas aquel invierno, se aprobó la recepción definitiva de las obras ejecutadas por el contratista Saturnino Manville.A finales de año se se acordó la instalación del servicio de aguas, dándose por finalizadas las obras realizadas por el contratista Vicente Zapico el 3 de febrero de 1887. A pesar de la existencia de la instalación de agua, las fuentes públicas todavía eran necesarias, y en noviembre de 1890 la fuente que estaba situada en la esquina de la calle Hernani es trasladada al chaflán de la calle Dos de mayo.

## Actividad económica
La calle General Castillo es una calle de pequeñas dimensiones, que históricamente no ha tenido una función específica, aunque el hecho de desembocar en la calle particular del Norte, donde se situaban los almacenes de productos transportados por el ferrocarril, hizo que a principios del  siglo XX se diese en la calle una relevante concentración de almacenes de vinos, licores y aguardientes.

## La calle delsigloXXI
La decadencia de la calle particular del Norte supuso la pérdida de relevancia de la pequeña calle General Castillo, que a día de hoy es una zona de paso de uso casi exclusivamente residencial. 

#### Asociación Norai
Esta asociación dirige, en la esquina de la calle Bailén, una librería gratuita, entre otras actividades que desarrolla. Con su proyecto Etorkizuna Musikatan (en euskera Futuro en la Música), que consiste en una orquesta infantil formada por criaturas del barrio de San Francisco, ha conseguido una cierta relevancia.